# District de Mộ Đức
Mộ Đức est un district rural de la province de Quảng Ngãi dans la région de la  côte centrale du Sud du Vietnam.

## Présentation
Le district a une superficie de 212 km2. 
Le chef-lieu du district est Mộ Đức.